# Acraea pretiosa
Acraea pretiosa är en fjärilsart som beskrevs av Carpenter 1932. Acraea pretiosa ingår i släktet Acraea och familjen praktfjärilar. Inga underarter finns listade i Catalogue of Life.